# Nicarágua nos Jogos Olímpicos de Verão de 1972
A Nicarágua competiu nos Jogos Olímpicos de Verão de 1972 em Munique, Alemanha Ocidental.

## Resultados por Evento

### Atletismo
800 m masculino
- Francisco Menocal
  - Eliminatórias — 1:58.6 (→ não avançou)

### Boxe
Peso Mosca (– 51 kg)
- Salvador Miranda
  - Primeira Rodada — Perdeu para Arturo Delgado (MEX), TKO-3